# Hans Jordaens I
Pour les articles homonymes, voir Hans Jordaens.
Hans Jordaens I, né vers 1555 à Anvers, mort à Delft et inhumé le 23 mai 1630, est un peintre flamand.

## Biographie
Hans Jordaens I est né vers 1555 à Anvers.
Peintre flamand, il est actif dans le nord des Pays-Bas. En 1572, il est enregistré à Anvers comme élève de Noe de Noewielle et en 1581 comme maître qualifié dans la guilde des peintres d'Anvers. En 1582, il épouse Anna Mahu, veuve de Frans Pourbus l'Ancien. Abraham Jordaens, vraisemblablement son frère, était son apprenti en 1585 et, en 1601, il est mentionné comme peintre à Delft.
Mort à Delft, il est inhumé le 23 mai 1630.